# Herbert McDonald
Herbert "Herb" McDonald (1885, data de morte desconhecida) foi um ciclista canadense. Ele representou o Canadá nos Jogos Olímpicos de Verão de 1920, em Antuérpia.